# Koh Kong (cidade)
Koh Kong ( Língua khmer: ក្រុងកោះកុង) é uma cidade no sudoeste do Camboja, sendo capital da província de Koh Kong. De acordo com o Censo de 2008, a população da cidade é estimada em 36 053 habitantes.